# Schloss Lüntenbeck

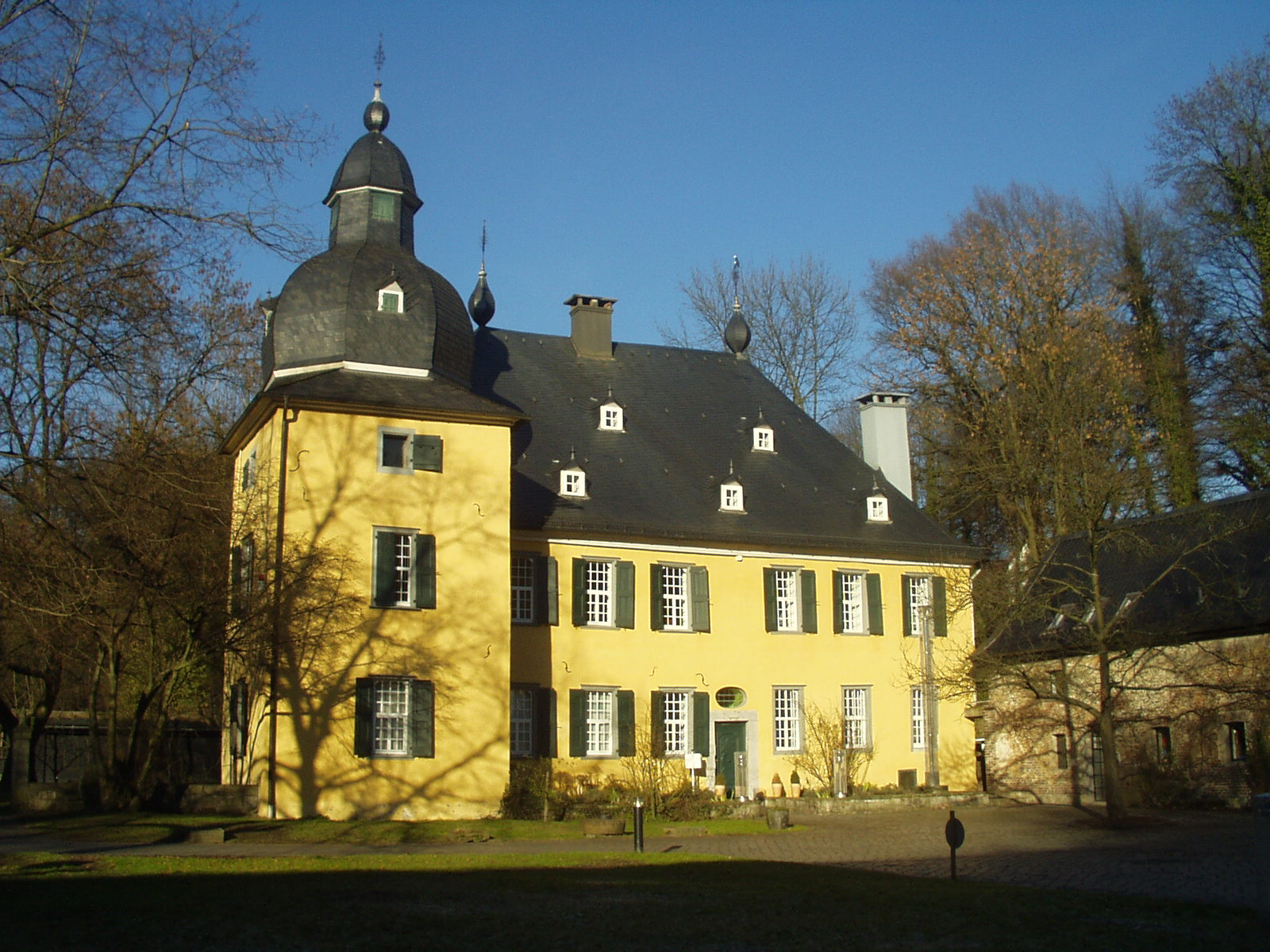
Schloss Lüntenbeck

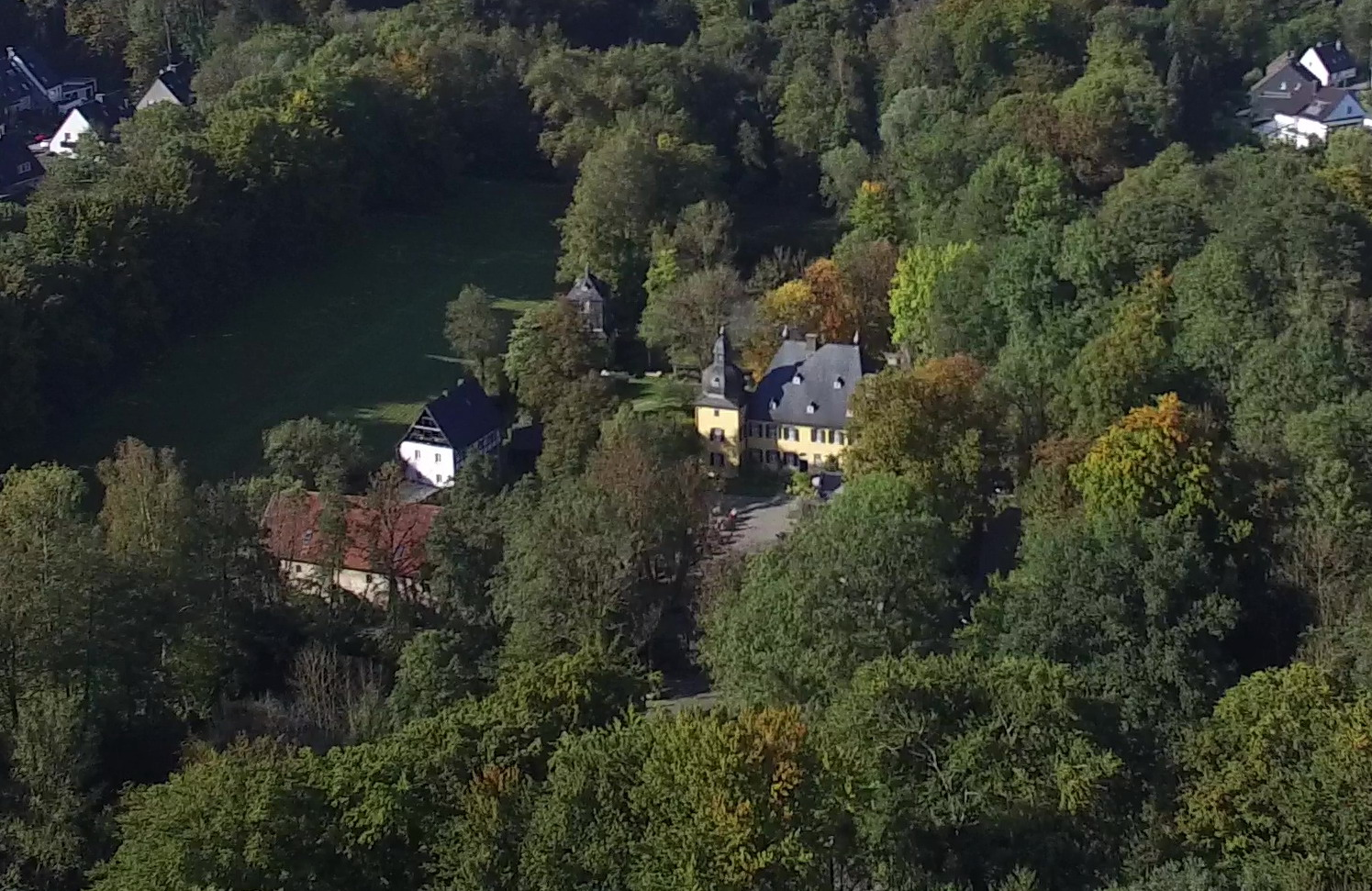
Schloss Lüntenbeck aus der Luft

Das Haus Lüntenbeck, bekannt als Schloss Lüntenbeck, ist eine ehemalige Wasserburg beziehungsweise ein Festes Haus in Wuppertal. Es zählt mit seiner weitgehend unverändert erhaltenen Anlage zu den ältesten Gebäuden der Stadt und war eines der zwölf Rittergüter im Amt Solingen.
Das Schloss steht im Ortsteil Lüntenbeck im Westen der Stadt, etwa sieben Kilometer westlich des Zentrums von Elberfeld und gehört zum Stadtbezirk Vohwinkel. Die Anlage ist umgeben von einem Waldstück, dem Tescher Busch und drei Teichen.

## Geschichte
Der Rittersitz wurde bereits 1217 als ein Hof des Damenstiftes Gerresheim erstmals urkundlich erwähnt, aus dieser Zeit stammt wahrscheinlich das starke Kellergewölbe des jetzigen Herrenhauses.
Der Mühlenturm und das östliche Fachwerkhaus (vermutlich als Verwaltungshaus gebaut) wurden nach dem Dreißigjährigen Krieg gebaut und stammen wie das zweieinhalbgeschossige Hauptgebäude, mit angebautem Turm, aus der Zeit des Hochbarock. Das Gebäude wurde von einer weitläufigen Vorburg mit ihren Wirtschaftsgebäuden umgeben.
Nach 1784 erwarb Johannes Plücker das Schloss vom Freiherrn von (dem) Bottlenberg. Nach dem Tod Johannes Plückers ging Schloss Lüntenbeck in das Eigentum seines Schwiegersohns, des Königlich Preußischen Konsistorial- und Regierungsrates Karl Ludwig Pithan, über. Pithans Enkel, Konsul Karl Pithan-Hülsenbeck, verkaufte Schloss Lüntenbeck im Jahre 1889 dann an Gustav Römer. 1906 erwarb die Stadt das Schloss, das sich seit 2000 im Eigentum der Schloss Lüntenbeck GmbH & Co. KG, einem Familienunternehmen befindet.

## Heutige Nutzung

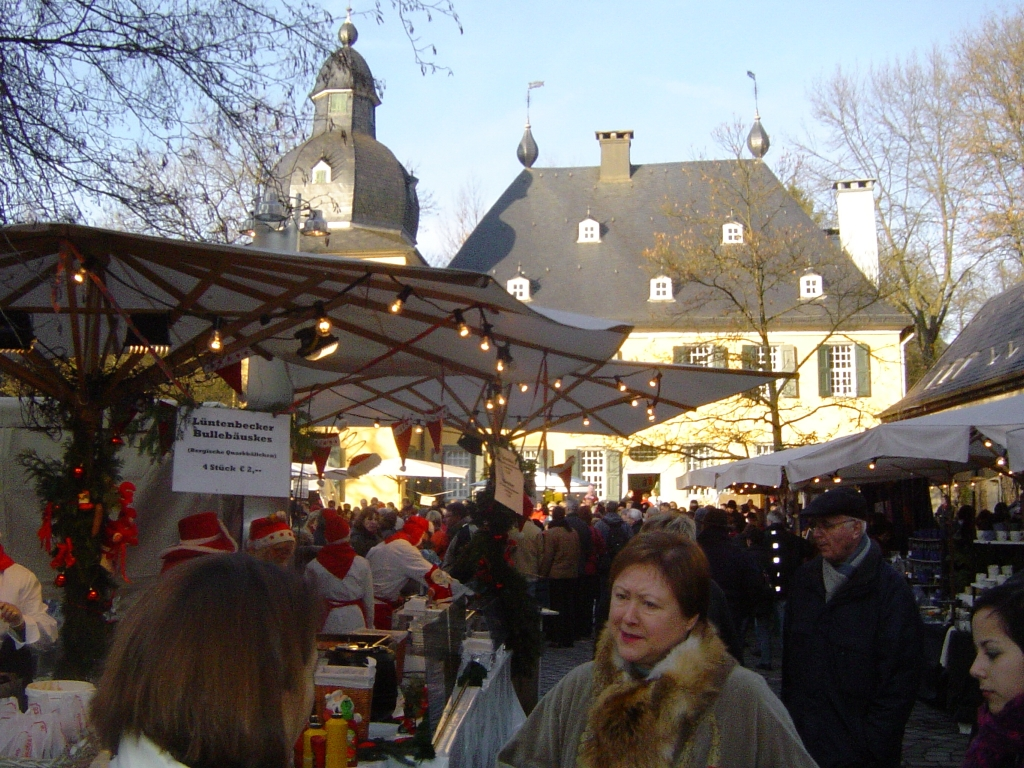
Weihnachtsmarkt 2005

Das Schloss und seine Außenanlagen werden von mehreren Dienstleistungsgewerben genutzt und können jederzeit von außen besichtigt werden. Seit Mai 2009 ist nach langer Pause wieder ein Restaurant im Haupthaus zu finden. Die Räumlichkeiten des Haupthauses werden sowohl für private wie auch für geschäftliche Veranstaltungen – zum Beispiel Tagungen und Seminare – vermietet. Das Standesamt Wuppertal vollzieht im Saal des Haupthauses standesamtliche Trauungen. Bekannt ist das Schloss für den zweimal in der Adventszeit (2. und 3. Adventswochenende, am jeweiligen Samstag und Sonntag) stattfindenden Lüntenbecker Weihnachtsmarkt.